# U2-Triebwagen
U2-Triebwagen (oder kurz Baureihe U2) ist die Bezeichnung für eine Familie von Hochflur-Stadtbahnfahrzeugen.

## Bauart
Der Fahrzeugtyp wurde ab 1966 durch die Firma Düwag für den Einsatz bei der U-Bahn Frankfurt am Main entwickelt. Die Baureihe basiert auf den zwei 1965 ebenfalls für Frankfurt gebauten Prototypen des Typs U1, die ihrerseits aus dem Düwag-Baukastensystem für Straßenbahnfahrzeuge abgeleitet waren. Da die Erfahrungen aus dem Versuchsbetrieb auf der im Bau befindlichen Frankfurter Stadtbahn zahlreiche Änderungen an der Konstruktion erforderlich machten, wurden die Fahrzeuge der Serienfertigung als Baureihe U2 bezeichnet.
Der Typ U2 wurde in Stahlleichtbauweise gefertigt, während die Führerstände aus glasfaserverstärktem Kunststoff bestehen, um sie nach Unfällen leicht auswechseln zu können. Die Fahrzeuge verfügen über drei zweiachsige Drehgestelle, von denen die beiden äußeren angetrieben sind. Der Wagenkasten ist zweiteilig ausgeführt, mit einem Gelenk in der Fahrzeugmitte. Alle U2-Wagen wurden als Zweirichtungsfahrzeuge gebaut und verfügen beidseitig über Scharfenbergkupplungen. Es sind Zugverbände von bis zu sechs Fahrzeugen möglich.
Die Fahrzeuge sind mit einem Gleichstrom-Schaltwerk ausgestattet, das vollautomatisch von einer SIMATIC-Steuerung gestellt wird. Eine Ausnahme sind zwei im Jahr 1988 für Edmonton gelieferte Fahrzeuge, die intern mit Drehstrom arbeiten. Sie wurden später nach Calgary übernommen.

## Frankfurt am Main
Der Typ U2 wurde zwischen 1968 und 1984 in sieben Serien mit insgesamt 104 Exemplaren nach Frankfurt geliefert, wo sie die Nummern 303 bis 399 und 400 bis 406 erhielten. Die Lieferung erfolgte zunächst per Schiene (Übergang auf das Stadtbahnnetz in Oberursel) mit Dampfloks der Baureihe 50 auf eigenen Achsen; nach einer durch die breiteren Radreifen bedingten Entgleisung wurden sie später auf Flachwagen transportiert. Ein Teil der Produktion wurde dabei im Rahmen der Zonenrandförderung an die Kasseler Firma Wegmann vergeben.
Die erste Serie mit 30 Fahrzeugen (303 bis 332) wurde zwischen Juni 1968 und Anfang 1969 ausgeliefert, wobei zur Betriebsaufnahme am 4. Oktober 1968 20 Fahrzeuge zur Verfügung standen. Die 15 Fahrzeuge der zweiten Serie wurden zwischen Mai und September 1971 für den Betrieb auf der Linie A2 (heute U2) nach Bad Homburg beschafft. Die dritte und vierte Serie mit jeweils zehn Fahrzeugen dienten der Kapazitätserhöhung auf den vorhandenen Strecken. Sie wurden zwischen September 1975 und April 1976 in Betrieb genommen. Die Wagen 303 bis 367 waren bei ihrer Ablieferung mit Scheren-Stromabnehmern ausgerüstet, ab Nummer 368 mit Einholm-Stromabnehmern.
Die fünfte Serie mit 25 Fahrzeugen und die sechste Serie mit sieben Wagen gingen zwischen Dezember 1977 und September 1978 in Betrieb. Sie wurden für die Linie U3 nach Oberursel sowie für Kapazitätserhöhungen auf der Linie U2 benötigt. Nachdem fünf Wagen (314, 317, 318, 320 und 323) bei einem Großbrand im Betriebshof Heddernheim am 28. September 1980 zerstört worden waren, wurde zwischen August und Dezember 1984 eine siebte Serie mit den sieben Wagen 400 bis 406 nachgeliefert. Die nachgebauten Wagen erhielten von vorneherein die neue Farbgebung der Stadtwerke Frankfurt (orange/Elfenbein) und unterschieden sich auch in der Gestaltung des Innenraumes geringfügig von den Fahrzeugen der älteren Serien. An den Sitzgruppen befinden sich grüne Metalltischchen statt weißer Holztischchen, glatte Kunststoffbeläge ersetzten die bisherigen profilierten Gummiböden. Die Sitze waren mit orangefarbigem Stoff (später mit blaufarbenem Stoff im typischen VGF-Design, wie auch beim U3-Wagen) bespannt, während bei den älteren Fahrzeugen braunes Kunstleder verwendet worden war. Auch wurde das Armaturenbrett verändert und eine automatische, das Beschleunigungs- und Bremsvermögen beeinflussende Gewichtserfassung eingebaut, die bei den älteren Fahrzeugen nachgerüstet wurde. Alle Serien waren elektrisch voll kompatibel und daher freizügig miteinander kuppelbar.

### Farbgebungen

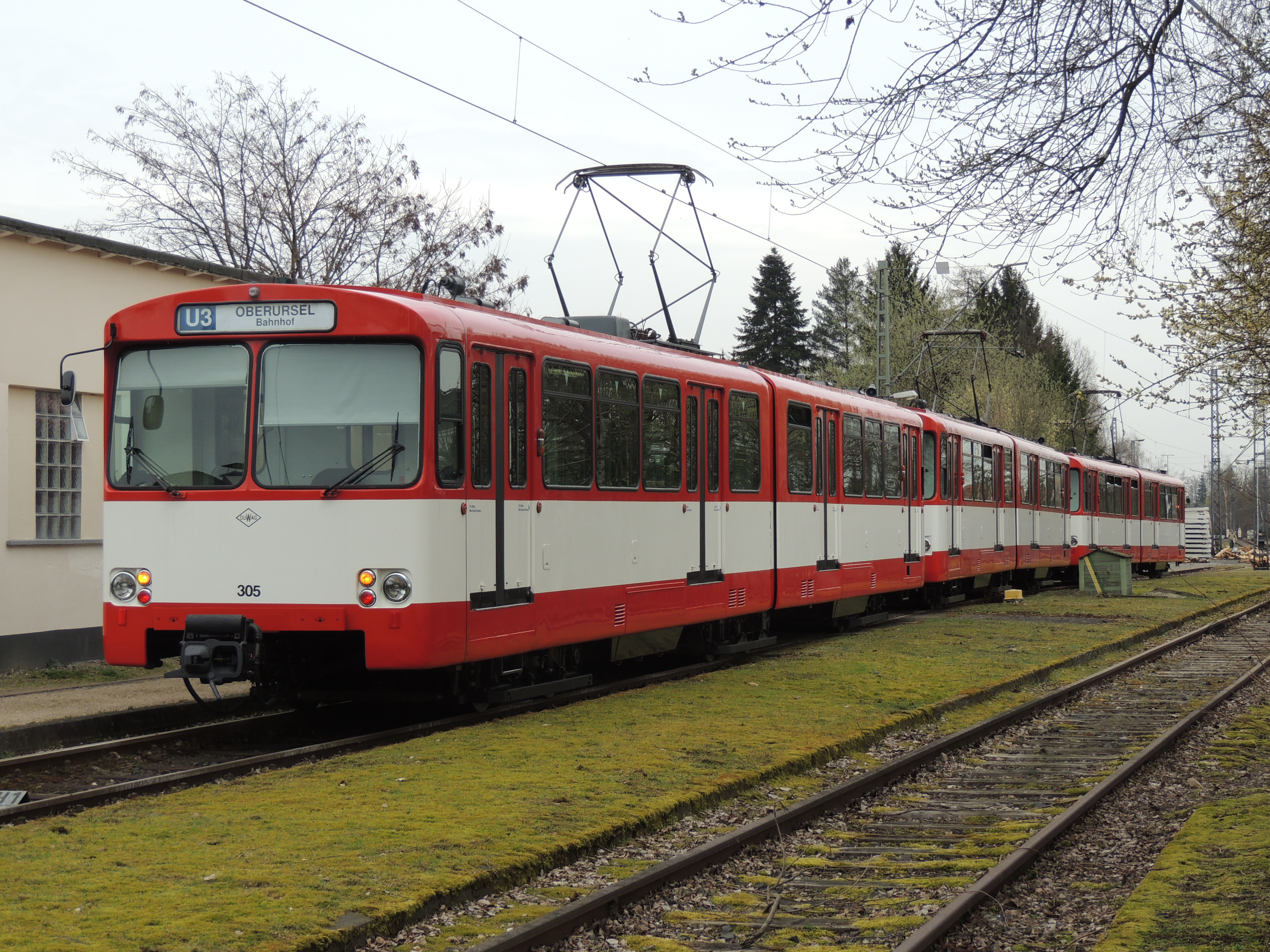
Ursprüngliche Lackierung in Frankfurter Stadtfarben rot/weiß, wiederhergestellt ab 2011 bei den drei Museumsfahrzeugen

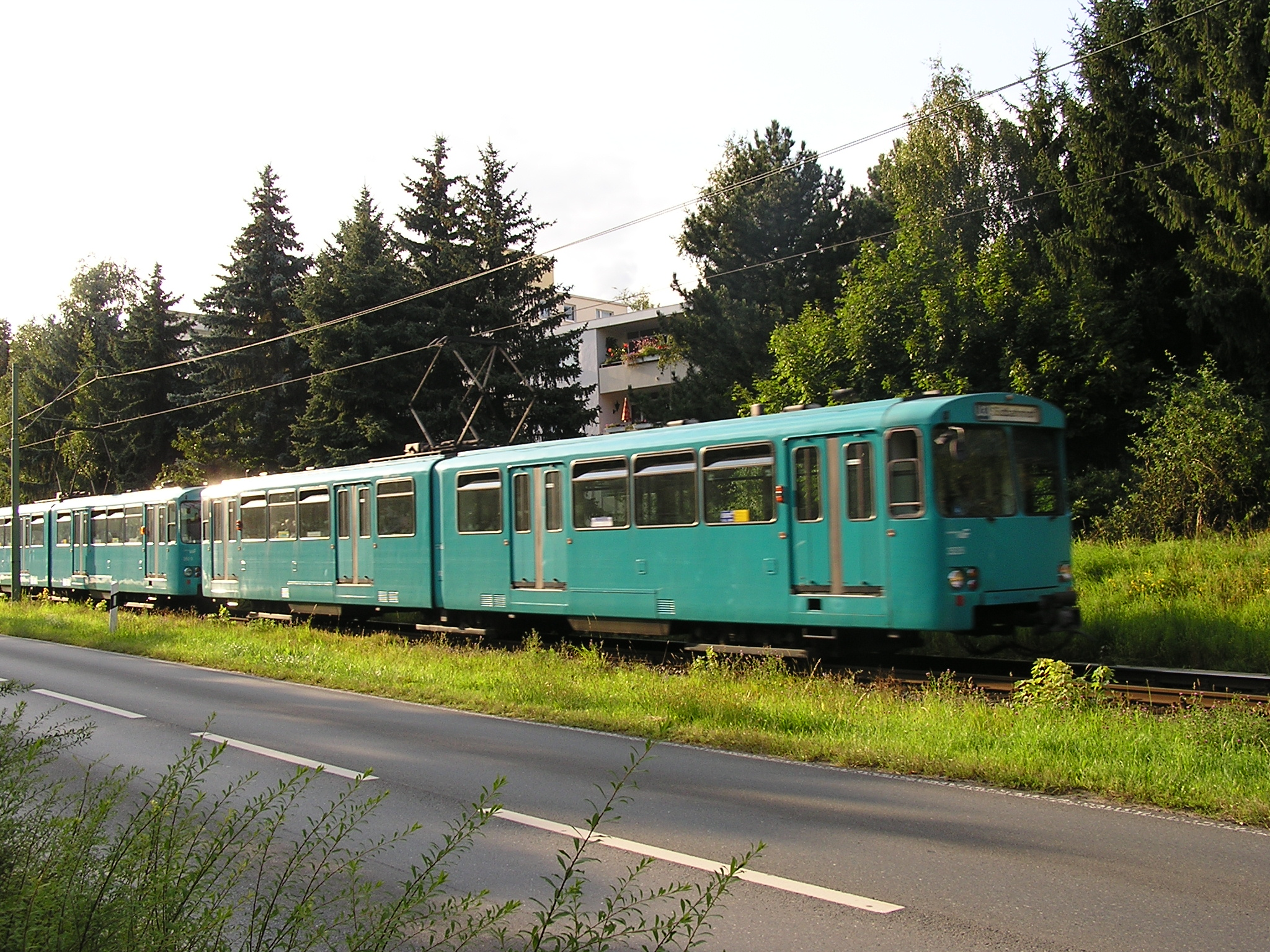
Lackierung in „subaru vista blue“ (2007)

Die 97 Fahrzeuge der ersten sechs Serien wurden in den Frankfurter Stadtfarben rot/weiß ausgeliefert und ab 1981 nach und nach in orange/Elfenbein umlackiert. Die sieben Fahrzeuge der Nachbauserie von 1984 wurden bereits in dieser Farbgebung geliefert. Ab 1996 erfolgt eine weitere Umlackierung in die neue VGF-Hausfarbe „subaru vista blue“ (eine Art Türkis). Die als Museumswagen erhaltenen U2h-Triebwagen 303 und 304 tragen seit dem Sommer 2011 wieder die ursprüngliche rot/weiße Farblackierung, ebenso seit 2015 Wagen 305.

### Umbauten

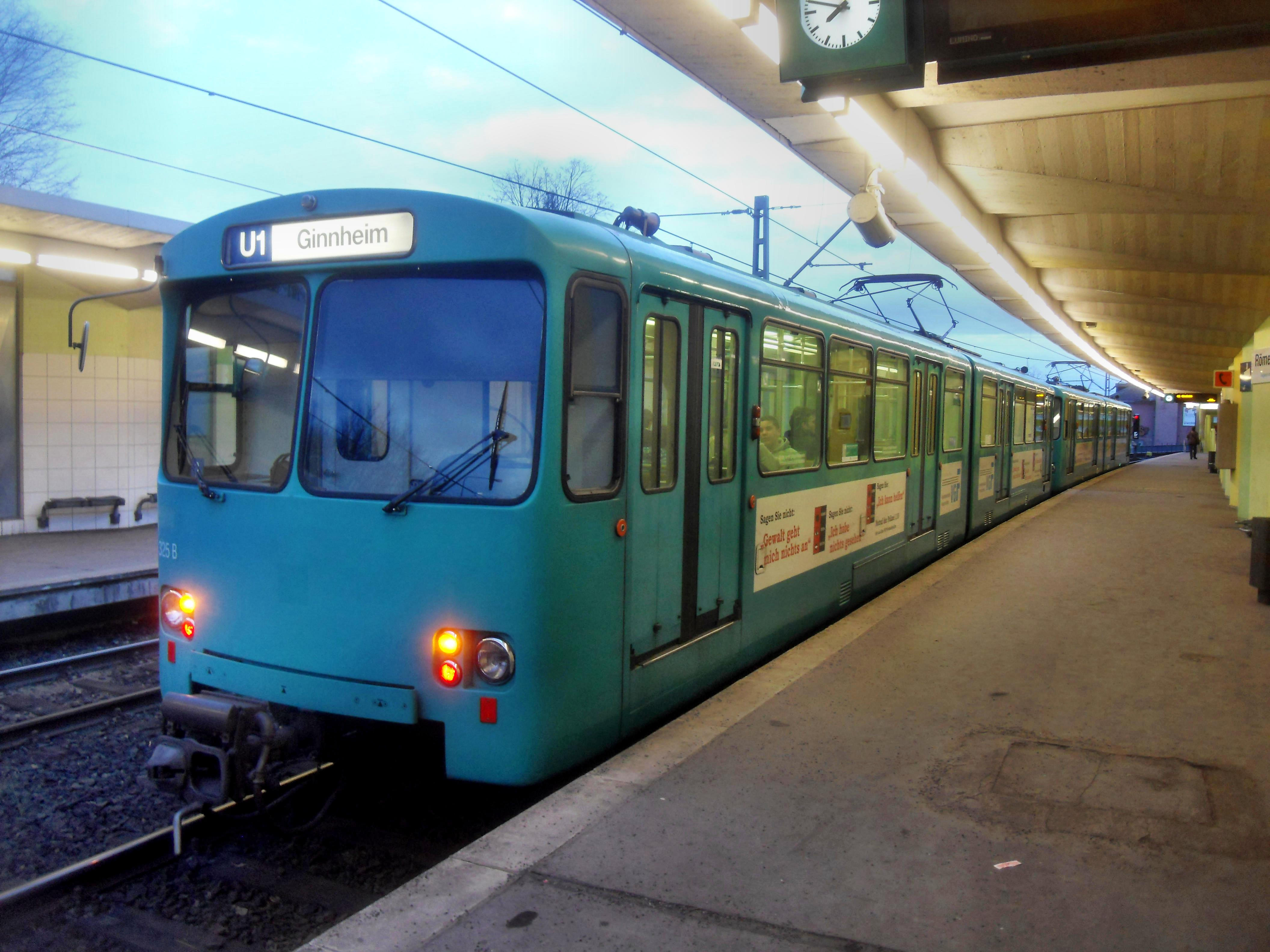
U2-Triebwagen 325 am U-Bahnhof der Siedlung Römerstadt

Änderungen der Bahnsteighöhen erforderten mehrere Umbauten im Türbereich. Der ursprüngliche U2-Typ war mit einer festen Stufe auf etwa 68 cm Höhe für Bahnsteighöhen von 32 und 56 cm ausgelegt. Ab 1999 wurden die Bahnsteige der A-Strecke (U1-U3) auf 80 cm höhergesetzt, um einen barrierefreien Zustieg in den U4-Triebwagen zu erlauben. Die B-Strecke (U4,U5) und die C-Strecke (U6,U7) hatten von vorneherein 87 cm hohe Bahnsteige. Deshalb wurden die U2-Triebwagen in zwei Varianten U2h und U2e umgebaut:
U2h 
Beim Typ U2h wurden die Trittstufen auf 87 cm Höhe hochgesetzt. Bei einer Fußbodenhöhe von 97 cm verblieb eine kleine Stufe im Türbereich. Somit konnten diese Wagen während der Umbauzeit an der A-Strecke sowohl an 56 cm als auch an 80 cm hohen Bahnsteigen halten.
U2e
Nachdem auf den A-Strecken die niedrigeren U4-Fahrzeuge eingesetzt wurden, konnten die frei werdenden U2-Fahrzeuge für die Linien U4 und U7 umgebaut werden. Dazu wurden die Trittstufen ganz beseitigt, sodass ein nahezu ebenerdiger Zugang vom Bahnsteig zum Zug möglich war. Die im Sommer 1998 umgebauten 34 Triebwagen kamen seit dem 20. September 1998 auf der U7 zum Einsatz. In den Jahren 2005 bis 2012 wurden 14 ehemalige U2h-Wagen, die auf der A-Strecke ab 2008 durch neue U5-Triebwagen ersetzt worden waren, für den Einsatz auf der nach Enkheim verlängerten Linie U4 zum Typ U2e umgebaut.
Die U2-Wagen wurden zu einem großen Teil (bis auf Wagen 368 alle U2e-, einige U2h-Wagen) mit größeren Fahrerkabinen (Erweiterung in Richtung Fahrgastraum) und neuen Fahrersitzen ausgestattet. Wegen der begonnenen Ausmusterung wurden aber nicht mehr alle Fahrzeuge umgerüstet. Der Typ U2e erhielt zusätzlich jeweils eine barrierefreie Tür pro Wagenseite ausgestattet. Dazu wurde die Mittelstange entfernt, was den Einbau einer neuen Lichtschrankenanlage erforderlich machte. Zum Zwecke der schnelleren Erkennbarkeit war die barrierefreie Tür mit einem gelben Strich oberhalb des Einstieges gekennzeichnet. Um zu gewährleisten, dass niemand aus Versehen die neuartige Lichtschranke blockierte, wurde ein Signalgeber eingebaut, der einen Ton abgab, sobald nach Wegnahme der Türfreigabe die Lichtschranke unterbrochen war. Der Einbau dieser Einrichtung begann im Jahre 2001.
Die Kunstledersitze, welche regelmäßig durch Vandalismus beschädigt worden sind, sind bei einigen Einheiten durch Stoffsitze ersetzt worden. Einzelne Einheiten erhielten Einzelsitze aus Kunststoff.

### Einsatz
Der Typ U2 kam auf allen drei Stammstrecken des Frankfurter U-Bahn-Netzes zum Einsatz. Ausgeschlossen blieben nur die nicht durchgängig mit Hochbahnsteigen ausgestattete Linie U5 und die von den beiden Linien U8 und U9 befahrene Neubaustrecke zum Riedberg. Hier bestand ein ausdrückliches Fahrverbot für U2-Wagen wegen der relativ starken Steigung hinter der Abzweigung in Niederursel. Auf dieses Fahrverbot wurde mit Aufklebern in den Führerständen hingewiesen.
Abgesehen von den Brandopfern im Jahr 1980 begann die Ausmusterung mit der Lieferung der Baureihe U5 ab 2008. Auf der A-Strecke endete der planmäßige Einsatz am 5. November 2012. Lediglich zwei U2h-Wagen verblieben nach ihrer Ausmusterung noch über den Winter 2012/2013 im Betriebshof Heddernheim, um im Bedarfsfall vereiste Oberleitungen freizufahren.
Im Frühjahr 2015 endete der Betrieb von U2e-Fahrzeugen auf der Linie U4. Seit 2016 verkehrten sie auch auf der C-Strecke nicht mehr im Liniendienst, sondern wurden zuletzt nur noch als Reserve vorgehalten. Zum Abschied fand am 3. April 2016 eine Sonderfahrt mit sechs U2-Triebwagen statt, die das endgültige Ende des Einsatzes der U2-Triebwagen markierte. Die U2h-Wagen 303, 304 und 305 – die ersten drei Fahrzeuge des Typs „U2“ – wurden in den historischen Fuhrpark der VGF aufgenommen und bleiben für Sonderfahrten erhalten. Sie wurden optisch in ihren rot-weißen Auslieferungszustand zurückversetzt. Technisch befinden sich die historischen Fahrzeuge auf dem Stand ihres letzten Einsatzjahres. Sie verfügen also nach wie vor über IBIS-Geräte, digitale Haltestellenansage statt Kassette und einen Türöffnungsknopf mit integrierter Sprechanlage. Auch wurden die Fahrerkabinen dieser Fahrzeuge nicht vergrößert, da noch die alten Sitze vorhanden sind. Die übrigen U2-Wagen wurden zwischen 2013 und 2017 verschrottet.

### Trivia
Der Typ U2 wird aufgrund seiner mit einem Müllcontainer vergleichbaren Kopfform umgangssprachlich auch als „Mülltonne“ bezeichnet.

## Export

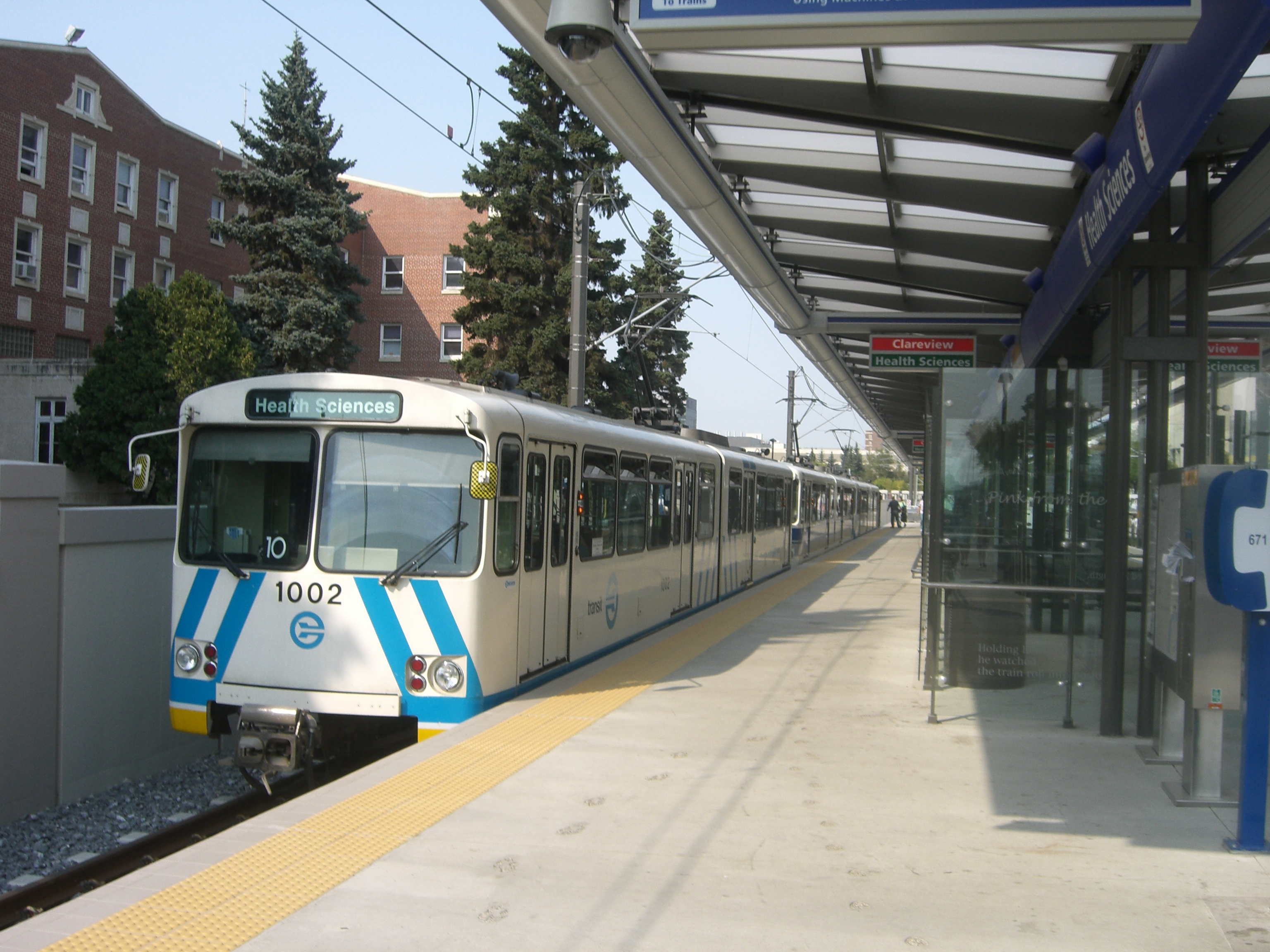
U2-Wagen in Edmonton

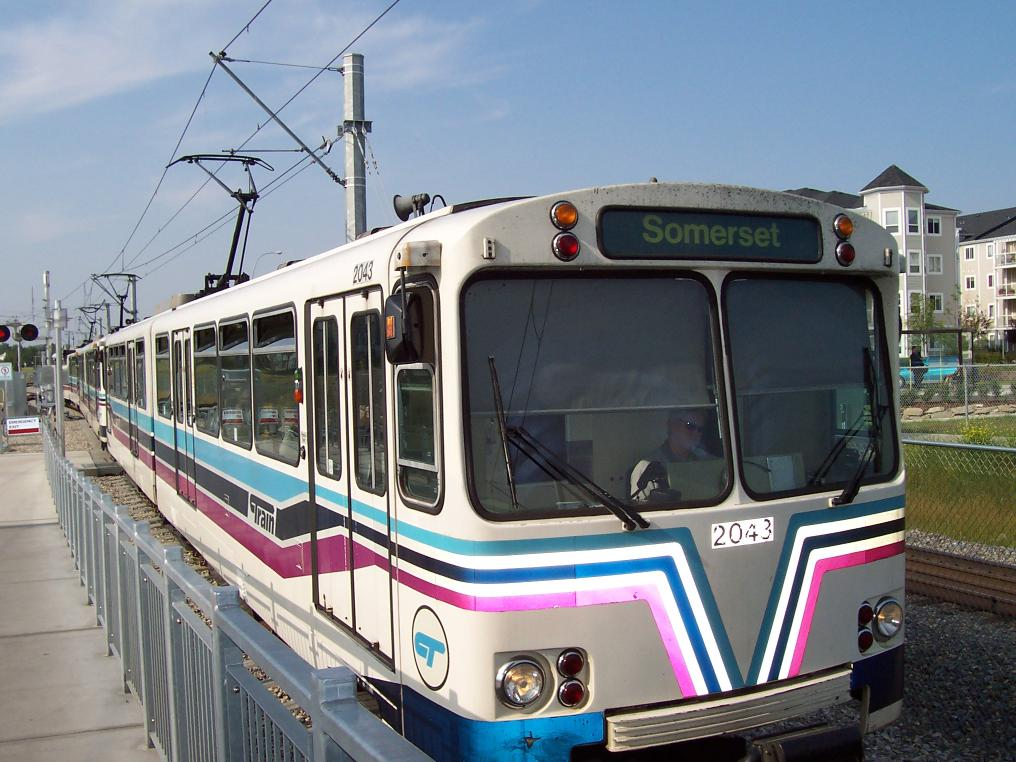
U2-Wagen in Calgary

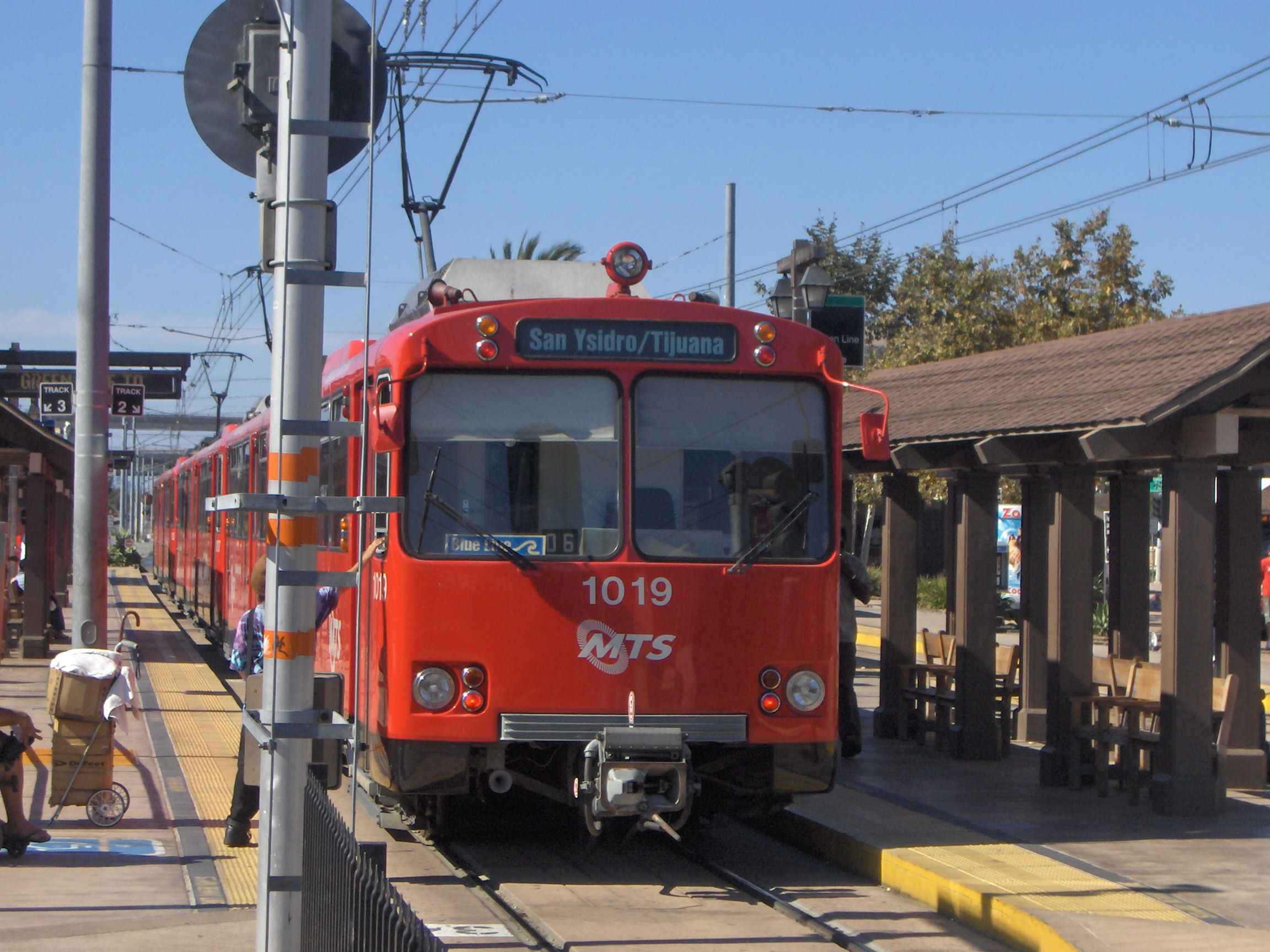
U2-Wagen in San Diego

### Edmonton
1978 eröffnete Edmonton eine heute 20,3 km lange Stadtbahnlinie als Edmonton Light Rail Transit, für deren Betrieb ebenfalls U2-Wagen bei Düwag bestellt wurden. Rund ein Drittel der Fahrzeugkomponenten wurde jedoch in Edmonton selbst hergestellt. Insgesamt wurden so 37 Fahrzeuge produziert, die nach wie vor im Einsatz stehen. Ab 2005 wurden 37 Wagen des Nachfolgers Siemens SD-160 bei Siemens Mobility USA bestellt. Seit 2015 ist eine zweite Stadtbahnlinie in Betrieb, die 3,3 Kilometer lange Metro-Linie.

### Calgary
1981 wurde in Calgary mit dem sogenannten C-Train ein weiteres Stadtbahnsystem in Betrieb genommen. Nachdem man in Edmonton gute Erfahrungen mit dem Typ U2 gemacht hatte, bestellte man ebenfalls 83 Fahrzeuge des Typs, von denen 80 noch vorhanden sind. Sie sollen bis 2023 im Einsatz bleiben. Ab 2001 wurden 66 Exemplare des Nachfolgetyps Siemens SD-160 angeschafft und ab 2013 erfolgte ein Auftrag für 63 Fahrzeugen des neuesten Ablegers Siemens S200.

### San Diego
San Diego eröffnete im Juli 1981 das erste Stadtbahnsystem Kaliforniens, die San Diego Trolley. Auch beim San Diego Trolley griff man auf Fahrzeuge des Typs U2 zurück, die ersten 14 Fahrzeuge wurden bereits 1979 geliefert. Bis 1990 wurden insgesamt 71 Fahrzeuge gefertigt, San Diego besitzt damit die jüngsten Fahrzeuge der U2-Familie. Im Gegensatz zu Frankfurt, Edmonton und Calgary verzichtete man auf Hochbahnsteige, dementsprechend sind die dortigen Fahrzeuge mit Trittstufen bis auf Straßenniveau ausgerüstet. Mit Rücksicht auf die klimatischen Verhältnisse in ihrem Einsatzgebiet sind die U2-Wagen der San Diego Trolley mit Klimaanlagen ausgestattet. Der Fahrzeugpark wurde inzwischen durch den U2-Nachfolgetyp Siemens SD-100 und durch Niederflurfahrzeuge des Typs Siemens Avanto/S70 ergänzt.

### Mendoza
Seit dem Beginn des Probetriebes auf dem Stadtbahnnetz in Mendoza am 28. Februar 2012 fahren auch dort U2-Triebwagen, die aus San Diego übernommen wurden.